# Paul Polman
 (septembre 2016).
Si vous disposez d'ouvrages ou d'articles de référence ou si vous connaissez des sites web de qualité traitant du thème abordé ici, merci de compléter l'article en donnant les références utiles à sa vérifiabilité et en les liant à la section « Notes et références ».
Paulus Gerardus Josephus Maria Polman, né le 11 juillet 1956 à Enschede, est un industriel néerlandais. 

## Biographie

### Jeunesse
Paul Polman est né et a grandi à Enschede aux Pays-Bas. Fils d'un père responsable dans une entreprise de pneus et d'une mère enseignante, il a trois frères et deux sœurs. Paul Polman aurait souhaité devenir médecin, mais l'entrée en médecine se faisant par tirage au sort, il ne parvient ainsi pas à intégrer ce cursus.
Carrière
Après avoir passé plusieurs années chez Procter & Gamble en tant que président-directeur général, il rejoint le comité de direction de Nestlé en 2006. De 2009 à 2019, il est le PDG de l'entreprise britannico-néerlandaise Unilever, spécialisée dans les produits de grande consommation. Paul Polman a reçu plusieurs récompenses en développement durable.
Polman est coprésident de la Global Commission for the Economy and Climate, avec Nicholas Stern et Ngozi Okonjo-Iweala,.

## Ouvrage
- avec Andrew Winston, L'Entreprise Net Positive, Pearson, 2022.